# Фонтан Путті
Фонтан «Путті» (нім. Puttenbrunnen від нім. Putte — «амурчик», «янголятко», від лат. putus — «хлопчик») — фонтан у Калінінграді (Росія). Зведений 1908 року, відновлений 2011 року.

## Історія створення
Німецький скульптор Станіслав Кауер 1908 року створив невеликий фонтан «Puttenbrunnen» у стилістиці неорококо, прикрашений фігурами чотирьох путті (путті з італійської — діти від одного до 4-х років життя). На той час Станіслав Кауер був професором Кенігсберзької Академії мистецтв. Свій новий твір професор показав у 1912 році в німецькому тоді місті Позен (нині Познань, Польща) на Міжнародній виставці фонтанів. Фонтан Путті отримав перший приз виставки і його забажали придбати для міста. Професор відмовився від пропозиції, бо бажав прикрасити своїм твором якусь площу рідного міста. Фонтан перевезли у Кенігсберг (назва Калінінграда до 1946 року) і встановили неподалік тодішнього Кенігсберзького замку.
Фонтан залишився без догляду після Другої світової війни, коли Кенігсберг відійшов до СРСР, і за цей час поступово зруйнувався.

## Відновлення
Пошкоджений фонтан прийняв на власний баланс новостворений Музей Світового океану. Аби врятувати історичний фонтан, музей віддав на його відновлення та реставрацію усю власну премію Гран-прі, отриману на виставці «Інтермузей» (250 тис. рублів). Фонтан відновили в майстерні «Наследие» в Санкт-Петербурзі.
Відновлений 2011 року.